# Velma
Velma és un poble dels Estats Units a l'estat d'Oklahoma. Segons el cens del 2000 tenia 664 habitants.

## Demografia
Segons el cens del 2000, Velma tenia 664 habitants, 247 habitatges, i 187 famílies. La densitat de població era de 181,8 habitants per km².
Dels 247 habitatges en un 40,5% hi vivien nens de menys de 18 anys, en un 60,3% hi vivien parelles casades, en un 12,1% dones solteres, i en un 23,9% no eren unitats familiars. En el 21,5% dels habitatges hi vivien persones soles el 10,1% de les quals corresponia a persones de 65 anys o més que vivien soles. El nombre mitjà de persones vivint en cada habitatge era de 2,69 i el nombre mitjà de persones que vivien en cada família era de 3,15.
Per edats la població es repartia de la següent manera: un 29,1% tenia menys de 18 anys, un 8% entre 18 i 24, un 28,5% entre 25 i 44, un 22,3% de 45 a 60 i un 12,2% 65 anys o més.
L'edat mediana era de 35 anys. Per cada 100 dones de 18 o més anys hi havia 87,6 homes.
La renda mediana per habitatge era de 30.341 $ i la renda mediana per família de 34.286 $. Els homes tenien una renda mediana de 32.083 $ mentre que les dones 16.136 $. La renda per capita de la població era de 12.010 $. Entorn del 16,3% de les famílies i el 17,8% de la població estaven per davall del llindar de pobresa.

## Poblacions més properes
El següent diagrama mostra les poblacions més properes.